# Barni
Barni là một đô thị ở tỉnh Como trong vùng Lombardia, có cự ly khoảng 50 km về phía bắc của Milano và khoảng 20 km về phía đông bắc của Como.
Barni giáp các đô thị: Lasnigo, Magreglio, Oliveto Lario, Sormano.